# 王寶篁
王寶篁（1988年7月14日—），是臺灣棒球選手之一，曾效力於中華職棒統一獅隊，主要守備位置為捕手，2014年於一軍登板時則改為工具人，除了游擊手的位置以外都守備過。
2014年3月22日，中華職棒25年開幕戰中，首次登錄一軍並且為先發陣容，表現不俗，拿下了該場的最有價值球員。
雖然2015年在二軍以22次盜壘成功奪下盜壘王，但在季後仍遭到球團釋出。

## 經歷
- 台南市公園國小少棒隊
- 台南市安順國中青少棒隊
- 台南市南英商工青棒隊
- 文化大學棒球隊（美孚巨人）
- 中華職棒統一7-ELEVEn獅隊代訓球員（2010年—2011年）
- 中華職棒統一7-ELEVEn獅隊（2011年—2015年）

## 職棒生涯成績
| 年度   | 球隊           | 出賽 | 打數 | 安打 | 全壘打 | 打點 | 盜壘 | 四死 | 三振 | 壘打數 | 雙殺打 | 打擊率 |
| ------ | -------------- | ---- | ---- | ---- | ------ | ---- | ---- | ---- | ---- | ------ | ------ | ------ |
| 2014年 | 統一7-ELEVEn獅 | 6    | 7    | 3    | 0      | 1    | 1    | 1    | 3    | 3      | 0      | .429   |
| 合計   | 1年            | 6    | 7    | 3    | 0      | 1    | 1    | 1    | 3    | 3      | 0      | .429   |

## 特殊事蹟
- 2014年3月22日，職棒生涯首次在一軍出賽，首打席就敲安打並帶有1分打點，並且拿下該場MVP[3]。

## 外部連結
- 王寶篁在台灣棒球維基館上的頁面（繁體中文）
- 球員資訊和成績在中華職棒官網（中文）